# Delegazione apostolica di Urbino e Pesaro
La delegazione apostolica di Urbino e Pesaro fu una suddivisione amministrativa dello Stato della Chiesa, istituita nel 1816 da papa Pio VII nel territorio delle Marche. Nella sua conformazione definitiva (1831), confinava a nord con la legazione di Forlì e con San Marino, a ovest con la delegazione di Perugia e il Granducato di Toscana, a nord est con il Mar Adriatico, a sud est con le delegazioni di Macerata e Ancona.

## Storia
Nel 1816, con la suddivisione dello Stato Pontificio ordinata da Pio VII, divenne una delegazione di 1ª classe; poté avere titolo di legazione se retta da un cardinale. Con il riparto territoriale successivo al 1831, il territorio di Castelleone di Suasa, fu compreso nella Delegazione apostolica di Ancona, distretto di Jesi, sotto la giurisdizione del Governatore di Corinaldo. 
In seguito alla riforma amministrativa di Pio IX il 22 novembre 1850 confluì nella Legazione delle Marche (II Legazione). 
Dopo l'Unità d'Italia, per effetto del decreto Minghetti (22 dicembre 1860), fu trasformata nella provincia di Pesaro e Urbino, con la perdita territoriale di Costacciaro, Gubbio, Pascelupo e Scheggia (ceduti all'Umbria), Castel Colonna, Monterado, Ripe e Senigallia (ceduti ad Ancona).

## Cronotassi dei delegati apostolici
Fonte: Camillo Marcolini iuniore, Notizie storiche della provincia di Pesaro e Urbino, dalle prime età fino al presente, Pesaro, A. Nobili. 1868.
- mons. Luigi Pandolfi di Cartoceto, Deleg. Ap. poi card. (1814)
- mons. Ludovico Gazzoli di Terni Deleg. Apost. poi card. (1820)
- mons. Benedetto Cappelletti di Rieti Deleg. Apost. poi cardinale (1823)
- mons. Angelo Olivieri di Nocera Deleg. Apost, (1829)
- mons. Domenico Cattani di Brisighella Deleg. Apost. (1830)
- card. Giuseppe Albani, romano, Legato (1831)
- card. Tommaso Riario Sforza, napol (1834)
- card. Gabriel della Genga Sermattei, d'Assisi (1843)
- card. Gabriele Ferretti d'Ancona (1847)
- card. Adriano Fieschi genovese (1847)
- conte Odoardo Fabbri di Cesena prolegato (1848)

Interruzione sotto la Repubblica Romana dall'8 febbraio al maggio 1849
- avv. Andrea Cattabeni di Senigallia , Preside
- mons. Giuseppe Milesi d'Ancona, prolegato, poi card. (1849)
- mons. Pasquale Badia di Teramo, Deleg. Apost. (1851)
- mons. Tancredi Bellà di Ferentino (1859)